# Rani Khedira
Rani Khedira (sinh ngày 27 tháng 1 năm 1994) là một cầu thủ bóng đá chuyên nghiệp người Đức thi đấu ở vị trí tiền vệ cho câu lạc bộ Union Berlin tại Bundesliga.